# Obursatanya
Obursatanya románul: Deleni-Obârșie, falu Romániában, Erdélyben, Fehér megyében.

## Fekvése
Tűr közelében fekvő település.

## Története
Obursatanya korábban Tűr része volt, 1910-ben 195 lakossal, melyből 191 román 4 magyar volt.
1956 körül vált külön, ekkor 251 lakosa volt.
1966-ban 135 lakosából 129 román, 6 magyar volt. 1977-ben 44, 1992-ben 5, 2002-ben pedig 4 román lakosa volt.